# Балша Ђого
Балша Ђого (Беране, 1968), српски је филмски и ТВ редитељ.

## Биографија
Завршио је Осму београдску гимназију а дипломирао режију на Академији уметности у Новом Саду у класи Влатка Гилића.
Почетком деведесетих за РТС као редитељ потписује емисије из области културе: Култ, Петком, Алиса - европски културни магазин и Деведесете - месечни магазин за визуелне медије.
Од септембра 1999 запослен као тв редитељ у студију Народног позоришта у Београду.
Као помоћник редитеља радио бројне телевизијске серије и филмове: сарађивао са звучним редитељским именима од Дејана Шорка, Милоша Радовића, Мирослава Лекића, Михаила Вукобратовића, Бранка Балетића, Горана Марковића, преко Срђана Драгојевића, Мише Радивојевића, Драгана Маринковића, Милорада Милинковића, Милутина Петровића, Дарка Бајића; до дебитантских филмова у режији Драгана Бјелогрлића, Срђе Анђелића, Мирослава Момчиловића и прве филмове Јована Тодоровића, Николе Лежаића...
Редитељ популарних телевизијских серија: Идеалне везе, Лаку ноћ децо, Позориште у кући - римејк из 2007, тв филма Класа 202 и напетог крими трилера популарне серије Пет.
Као редитељ потписао режију документарних и наменских филмова, рекламних и политичких кампања.
Тренутно снима филм и серију о бици на Кошарама. Живи и ради у Београду.
Његов отац, Гојко Ђого је књижевник, песник и есејиста.

## Филмографија

### Помоћник и асистент режије
| Год.       | Назив                                 | Улога                         |
| ---------- | ------------------------------------- | ----------------------------- |
| 1994—1995. | Отворена врата                        | асистент режије               |
| 1998.      | Ране                                  | асистент режије               |
| 2002.      | Кордон                                | асистент режије               |
| 2003.      | Мали свет                             | асистент режије               |
| 2004.      | Диши дубоко                           | асистент режије               |
| 2004.      | Шта ми спремаш                        | асистент режије               |
| 2005.      | Југ југоисток                         | асистент режије               |
| 2005.      | Дангубе!                              | помоћник редитеља             |
| 2006.      | Седам и по                            | помоћник редитеља             |
| 2009.      | Свети Георгије убива аждаху           | помоћник редитеља             |
| 2009.      | Београдски фантом                     | помоћник редитеља             |
| 2010.      | Монтевидео, Бог те видео!             | помоћник редитеља             |
| 2012.      | Артиљеро                              | помоћник редитеља             |
| 2013.      | Мамарош                               | помоћник редитеља             |
| 2011—2013. | Жене са Дедиња                        | извршни продуцент             |
| 2014       | Монтевидео, видимо се!                | помоћник редитеља             |
| 2012—2014. | Монтевидео, Бог те видео! (ТВ серија) | помоћник редитеља             |
| 2015.      | Бићемо прваци света                   | помоћник редитеља             |
| 2016.      | Прваци света                          | помоћник редитеља и продуцент |

### Редитељ
| Год.  | Назив              | Улога |
| ----- | ------------------ | ----- |
| 2002. | Класа 2002         |       |
| 2003. | Лаку ноћ, децо     |       |
| 2005. | Идеалне везе       |       |
| 2007. | Позориште у кући   |       |
| 2017. | Песник револуције  |       |
| 2019. | Пет (ТВ серија)    |       |
| 2021. | Кошаре (филм)      |       |
| 2021. | Кошаре (ТВ серија) |       |